# Мухомор маслоцветный
Мухомо́р маслоцве́тный (лат. Amanita eliae) — несъедобный гриб рода Мухомор (Amanita) семейства Мухоморовые (Amanitaceae). 

## Описание
Гриб средних либо больших размеров.
Шляпка 5—10 см в диаметре, бело-кремового цвета, с розоватым оттенком, сначала выпуклая, затем плоская, гладкая, во влажную погоду немного слизистая. Пластинки белого цвета, приросшие, частые.
Ножка гладкая, с бульбовидным утолщением у основания, белого цвета. Кольцо белое.
Мякоть плотная, белого цвета.
Запах и вкус отсутствуют.

### Микроскопические характеристики
Споры гладкие, эллипсовидные, амилоидные, 9—15×6,5—8,5 мкм. Базидии четырёхспоровые.